# 후광주원부인
후광주원부인 왕씨(後廣州院夫人 王氏, 생몰년 미상)는 고려의 제2대 왕 혜종의 제2비이다.

## 생애
경기도 광주 출신으로, 대광 왕규의 딸이다. 태조의 제15비 광주원부인과 제16비인 소광주원부인은 그녀와 자매간이다. 왕규는 후진에 사신으로 다녀왔으며, 태조가 사망할 때 그의 유명을 받들고 내외에 선포하는 중요한 일을 맡기도 한 인물이었다. 태조는 혜종을 태자로 책봉하면서 이러한 왕규의 능력이 외가의 출신이 미약한 혜종에게 큰 보탬이 될 것으로 생각하고 왕규의 딸을 그의 부인으로 맺어주었고, 실제로 왕규는 태조가 사망할 때 혜종을 잘 보필하라는 유명을 받들었다.
그러나 왕규는 자신의 외손자이자 소광주원부인 소생인 광주원군을 보위에 올리기 위해 혜종을 암살하려고 했다가 실패하여, 945년(정종 즉위년) 음력 9월 처형당하였다. 단 왕규의 역모에 대해서는 그 해석이 엇갈리기도 한다.
후광주원부인의 생애는 《고려사》에 자세히 전하는 것이 없다. 현대 일부 학자들은 반역자의 딸들도 폐출되거나 함께 살해되는 경우가 대부분이기 때문에, 후광주원부인과 그 자매들 역시 이와 같은 운명을 맞이했을 것으로 추측하기도 한다. 호는 후광주원부인(後廣州院夫人)이며, 능지에 대한 기록은 남아있지 않아 알 수 없다. 혜종과의 사이에서 소생은 없었다.

## 가계
- 아버지 : 왕규 (王規, ? ~945)
  - 자매 : 광주원부인(廣州院夫人) 태조의 15비
  - 자매 : 소광주원부인(小廣州院夫人) 태조의 16비
    - 조카 : 광주원군(廣州院君)
- 시아버지, 형부 : 태조(太祖, 877~943 재위:918~943)
- 시어머니 : 장화왕후(莊和王后) 오다련(吳多憐)의 딸
  - 남편 : 혜종 (惠宗, 912~945 재위:943~945)

## 후광주원부인이 등장하는 작품
- 《제국의 아침》(KBS, 2002년~2003년, 배우:강경헌)